# Памятник Батюшкову
Памятник поэту К. Н. Батюшкову — скульптурный монумент русскому поэту Константину Батюшкову. Расположен в Вологде на Кремлёвской площади. Памятник был открыт в 1987 году по проекту скульптора Вячеслава Клыкова. Является объектом культурного наследия регионального значения.

## История
На Кремлёвской площади города Вологды близ церкви Александра Невского у берега реки Вологды в 1987 году в День славянской письменности и культуры по проекту скульптора Вячеслава Клыкова был установлен и открыт памятник поэту Константину Николаевичу Батюшкову, приуроченный двухсотлетию со дня рождения поэта. Изготовлен из бронзы.
За эту скульптуру автор Вячеслав Клыков был удостоен государственной премии имени И. Е. Репина. Этот памятник является объектом культурного наследия регионального значения.

## Описание
В композицию памятника входят четыре фигуры, которые имеют собственный аллегорический смысл: образ поэта Батюшкова, его коня, крестьянской девушки со свирелью и Афины Паллады.
Батюшков стоит перед лошадью, в руках у него бумажный свиток. На нём военный мундир, а на ногах надеты кавалерийские сапоги. Поэт является участником Отечественной войны 1812 года, имел ранение и дважды был удостоен государственными наградами. Ради поэзии он оставил службу, именно потому и понурена голова боевого коня.
На отдельном постаменте слева сидит босая девушка в крестьянской одежде, которая держит у губ свирель. Автор изобразил Музу поэта, так как Константин Николаевич всегда видел источник своего вдохновения в народных песнях.
В правой части памятника представлена грозная богиня Афина в шлеме и со щитом. Она направляет Батюшкова к военной поэзии. Война лишила поэта иллюзий, опущенный щит говорит о том, что поэт перестал находиться под защитой высших сил.
На постаменте высечены слова: «К. Батюшкову от благодарных потомков».

## Достопримечательность
Этот монумент очень почитаем вологжанами. Свадебные кортежи приезжают сюда, чтобы фотографироваться возле Музы и печального коня. Имеется и народное ироническое название — «Памятник коню».
У посетителей есть приметы, связанные с композицией: «Если у Музы потереть большой палец на ноге и загадать желание, оно непременно сбудется». Ножка Музы со временем стала блестеть яркими золотыми красками.
Были зафиксированы случаи вандализма. Так, Афина потеряла своё копьё, конь — стремя и уздечки, поэт — мемориальную доску, а Муза постоянно лишается свирели.